# Nuestra Señora de la Luz
La devoción a Nuestra Señora de la Luz o Virgen de la Luz se inició en Palermo (Italia) con el padre jesuita Juan Antonio Genovesi (1648-1743). En 1722 (ca.), a una mujer devota se le apareció la Virgen María, que estaba evitando que un alma cayera en las fauces de un monstruo maligno.

## Historia e Iconografía
El jesuita italiano Juan Antonio Genovesi, autor del libro La divozione di Maria Madre Santissima del Lume, deseaba tener una imagen mariana y pidió a una mujer devota cristiana, conocida por sus visiones, que le pidiese inspiración a la Virgen. La Virgen se apareció a la beata mujer, reluciente, que llevaba en una mano un alma para que no cayera en las fauces de una bestia infernal; un ángel ofrecía al Niño Jesús, en brazos de María, un canasto lleno de los corazones, preservados así del mal. La Virgen le dijo a la mujer observa bien mi traje y, tal como me ves, así quiero ser retratada. También le dijo a la mujer que quería ser venerada bajo el título de «Madre Santísima del Lumen o de la Luz».
La imagen de la visión de la monja fue plasmada por un pintor en un óleo, en esas mismas fechas y conservada en la ciudad de Palermo hasta 1732. Mientras el pintor realizaba la obra, la Virgen se volvió a aparecer a la beata para indicarle que quería que se hicieran algunas correcciones en la pintura en curso. Ese año fue sorteada por la congregación jesuítica de Palermo para ser trasladada a una de las fundaciones recientes de la Compañía de Jesús en América. Tres veces se sorteó y las tres cayó en suerte a la iglesia jesuita de León en Guanajuato (México), actualmente, y desde 2005, Catedral Basílica Metropolitana de la Madre Santísima de la Luz de León. La imagen se recibió en la villa de León el 2 de julio de 1732. Desde entonces, los jesuitas fueron difundiendo su culto por el continente americano.

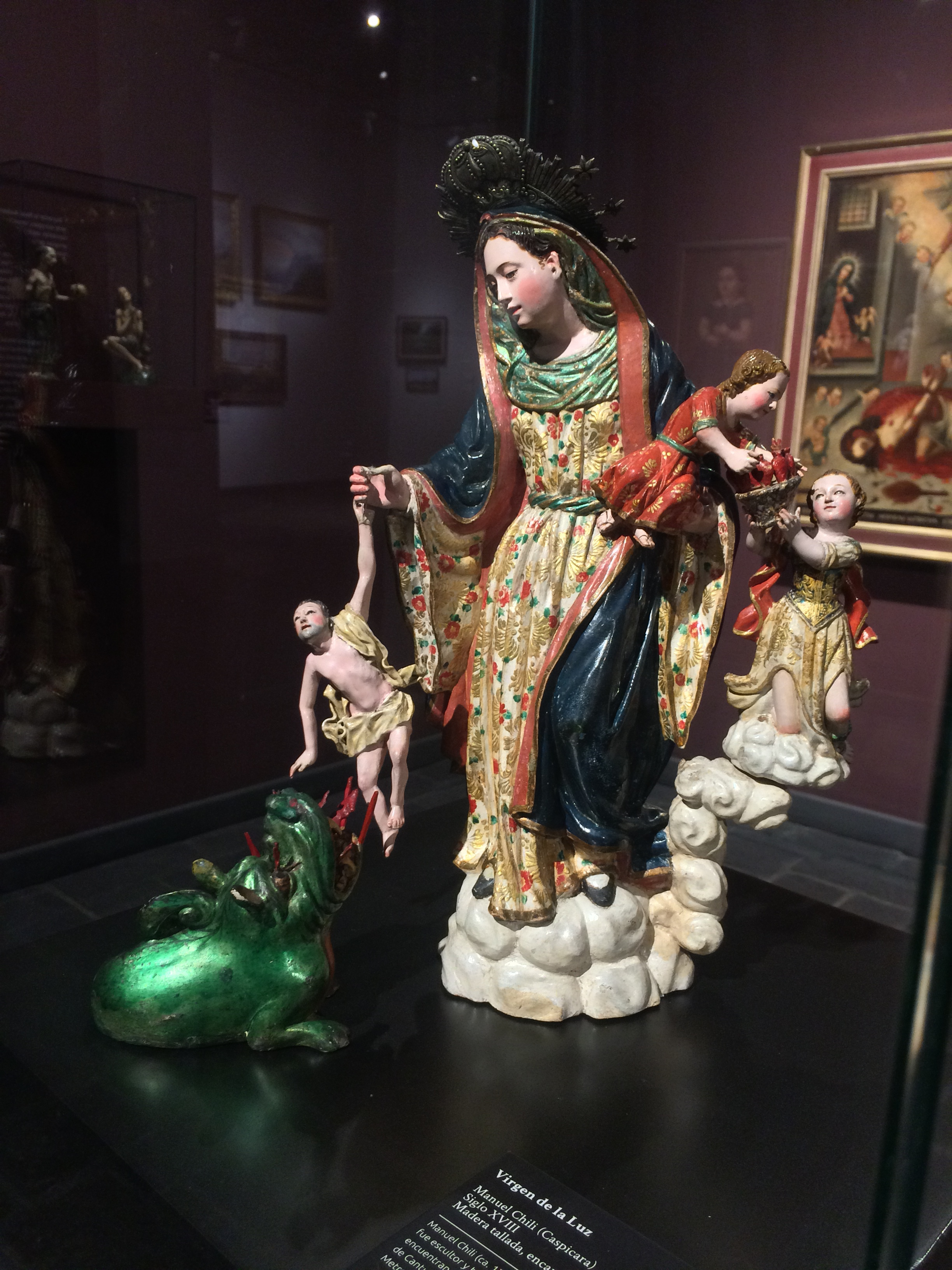
Virgen de la Luz (s. XVIII), escultura en madera policromada y encarnada de Caspicara. MuNa, Quito.

A Nuestra Señora de la Luz se la representa evitando caer en las fauces de un monstruo maligno, mientras sostiene un alma y al Niño Jesús. La Virgen María está vestida con túnica blanca y manto azul, que simbolizan su pureza y castidad, sobre un fondo de color amarillo dorado. En la mano derecha sostiene la figura de un alma y, en el brazo izquierdo tiene al Niño Jesús. Un ángel lleva dos corazones ardientes y le ofrece en una cesta. Los corazones ardientes simbolizan la caridad y el amor a Dios. La Virgen María tiene sobre su cabeza un par de ángeles que la coronan como reina del cielo. A sus pies le espera un monstruo (Leviatán) con las fauces abiertas.
El Leviatán fue censurado y borrado en 1771 por orden del IV Concilio Provincial Mexicano, siendo sustituido por, o bien unas llamas que aluden al purgatorio, o bien unas nubes oscuras, humo o manchas difuminadas que simbolizan al pecado. También hubo intentos de suprimir el culto a las imágenes de la Virgen de la Luz en España, como en Zaragoza, Sevilla o Cádiz, que no prosperaron.
En 1751, en Madrid, José de Tobar publicó el libro La invocación de Nuestra Señora con el título de Madre Santísima de la Luz, indicando los prodigios y milagros obrados por su advocación. El Colegio Imperial de la Compañía de Jesús de Madrid, en 1754, fue la primera congregación española con el nombre de «Madre Santísima de la Luz». En la actual Colombia se inició el culto a la advocación de la Virgen de la Luz en Santa Fe en 1759, en la iglesia de San Ignacio. En el sur de Colombia, en algunas ciudades, como en Popayán, también se inició el culto a esta advocación, bajo el influjo de proveniente de la ciudad de Quito, donde lo había promovido el padre José María Maugeri.
Tras la expulsión de los jesuitas del imperio español, en 1767, la advocación de la Virgen María de la Luz fue objeto de una fuerte persecución, junto con el culto al Sagrado Corazón de Jesús.

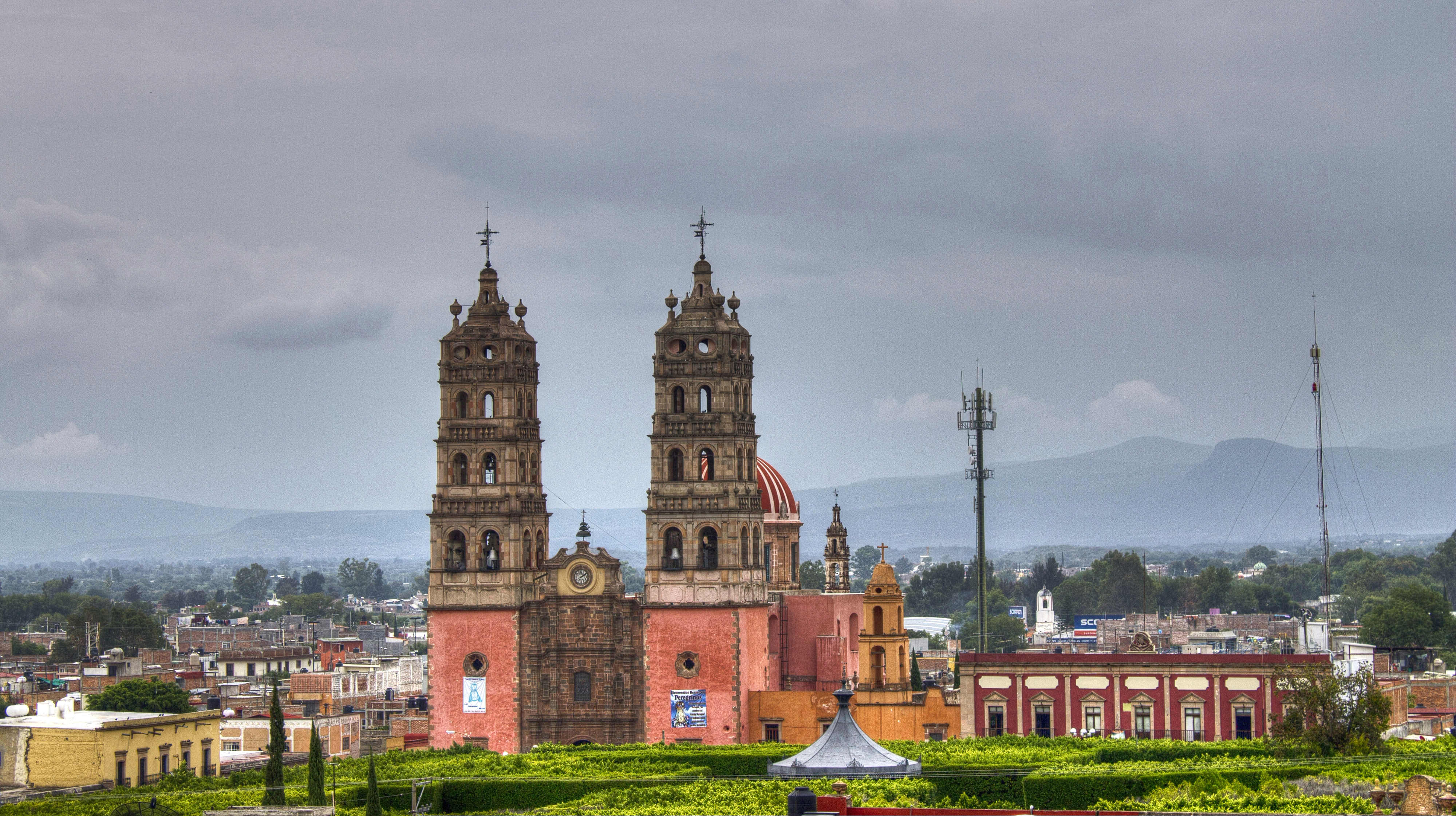
Parroquia de Nuestra Santísima Madre de la Luz. Salvatierra. México.

## Culto
Templos dedicados a la Nuestra Señora de la Luz:
- Iglesia de Nuestra Señora de la Luz, Cuenca, España (patrona de la ciudad).
- Catedral basílica de León, Guanajuato, México.
- Parroquia de Nuestra Señora de la Luz, Lagos de Moreno, Jalisco, México.
- Santuario Diocesano Nuestra Señora de la Luz, Salvatierra, Guanajuato, México.[5]
- Parroquia de Nuestra Señora de la Luz (La Isleta), Gran Canaria, España.
- Iglesia de Nuestra Señora de la Luz (Caintâ), Filipinas.
- Catedral basílica menor de Nuestra Señora de la Luz, Curitiba, Brasil.
- Santuario de la Virgen de la Luz (Tarifa), España.
- Iglesia de Nuestra Señora de la Luz (Caracas), Venezuela.
- Catedral de Nuestra Señora de la Luz (Guarabira), Brasil.
- Iglesia de Nuestra Señora de La Luz (Los Silos), Tenerife, España.
- Iglesia y Cementerio de Nuestra Señora de la Luz, Canoncito, Nuevo México, Estados Unidos.
- Procatedral de Nuestra Señora de la Luz (Mindelo), Isla de San Vicente, Cabo Verde.
- Iglesia de Nuestra Señora de La Luz (Guía de Isora), Tenerife, España.
- Parroquia Nuestra Señora de la Luz, San Salvador, El Salvador
- Iglesia de Nuestra Señora de la Luz, La Luz, Penjamillo, Michoacán, México.
- Iglesia Nuestra señora de la luz, La Rinconada, Caracas, Venezuela
- Ermita de la Luz, Santo Ángel (Murcia), España
- Iglesia de Nuestra Señora de La Luz, Córdoba, Veracruz.